# George Oster
George Frederick Oster (Nova Iorque, 20 de abril de 1940 – 15 de abril de 2018) foi um biofísico estadunidense.
Recebeu o Prêmio Memorial Weldon de 1992 e o Prêmio Sackler de Biofísica de 2014.